# Diócesis de Gloucester (antigua)
La diócesis de Gloucester (en latín: Dioecesis Glocestrensis y en inglés: Diocese of Gloucester) fue una circunscripción eclesiástica de la Iglesia católica en el Reino Unido. Se trataba de una diócesis latina, sufragánea de la arquidiócesis de Canterbury. Por el Acta de Supremacía del Parlamento de Inglaterra del 8 de mayo de 1559 fue convertida en la diócesis de Gloucester de la Iglesia de Inglaterra.

## Territorio y organización

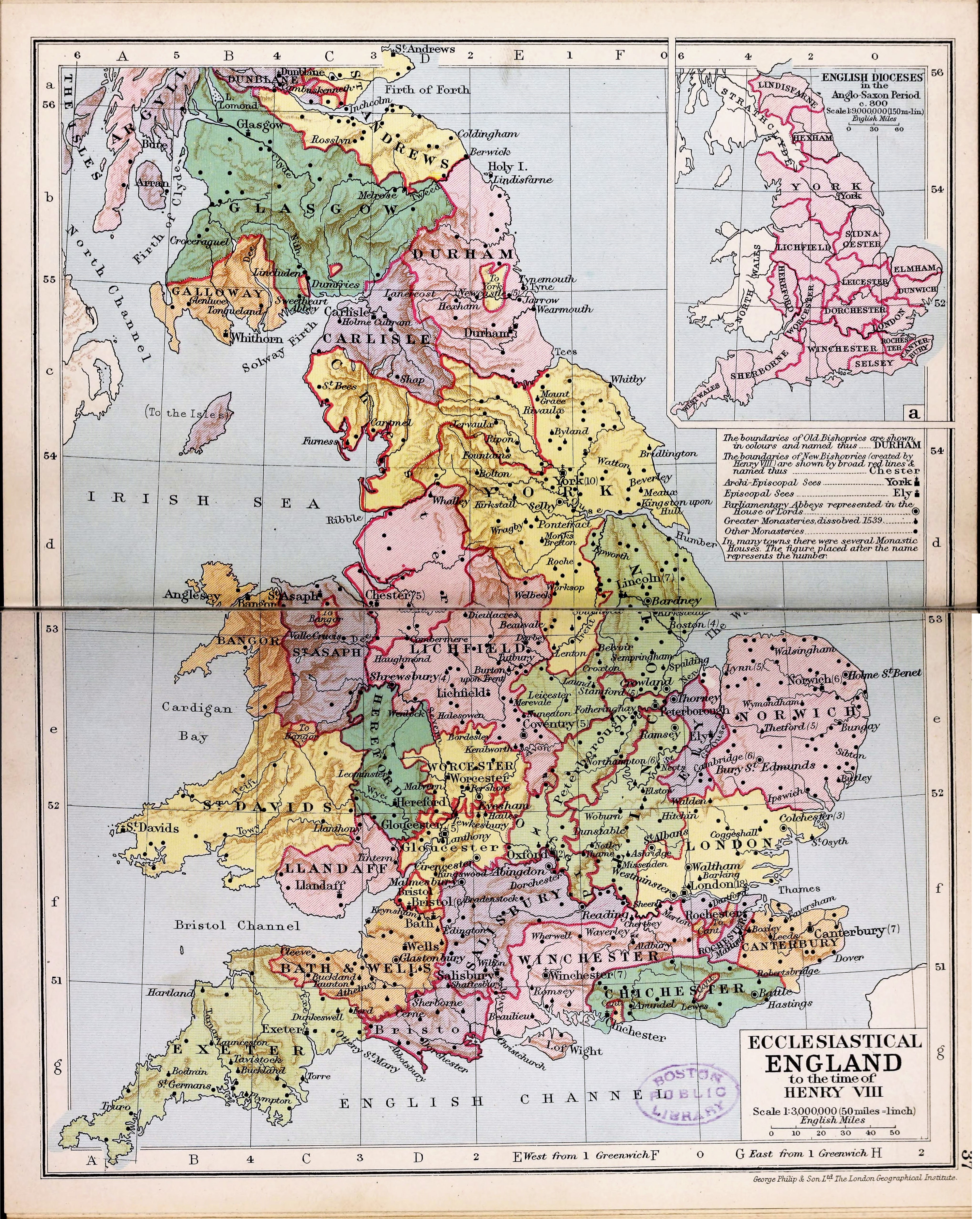
Mapa de las diócesis de Inglaterra

La diócesis extendía su jurisdicción sobre los fieles católicos de rito latino residentes en parte de Inglaterra en el área del condado de Gloucestershire.
La sede de la diócesis se encontraba en la ciudad de Gloucester, en donde se halla la Catedral de San Pedro y la Santísima e Indivisible Trinidad, que desde la Reforma anglicana pertenece a la Iglesia de Inglaterra.

## Historia
Luego de que el 23 de marzo de 1534 el papa Clemente VII excomulgara el rey Enrique VIII a causa de su divorcio de Catalina de Aragón, el 3 de noviembre de 1534 el Parlamento de Inglaterra aprobó el Acta de Supremacía de 1534
mediante la cual se declaraba que el rey era «only supreme head in earth of the Church of England, called Anglicana Ecclesia», acto formal mediante el cual la Iglesia católica de Inglaterra entraba en cisma con la Santa Sede, transformándose en una Iglesia nacional independiente. El 18 de diciembre de 1534 aprobó además la Ley de Traición que castigaba con la pena de muerte a quienes no aceptaran el Acta de Supremacía. El Parlamento de acuerdo con Enrique VIII emitió los Seis Artículos en agosto de 1539, por los que se mantuvo la liturgia católica-romana tradicional casi sin cambios en las doctrinas y prácticas de la nueva Iglesia nacional independiente de Inglaterra.
Con parte de las diócesis de diócesis de Worcester y de diócesis de Hereford el 3 de septiembre de 1541 Gloucester fue erigida como diócesis ex auctoritate por edicto del rey Enrique VIII sin reconocer ya la autoridad del papa. Su sede fue la antigua abadía de Gloucester, que había sido afectada el 9 de enero de 1539 por la disolución de los monasterios por orden del Parlamento de Inglaterra y del rey. El primer obispo de la diócesis cismática de Gloucester fue el exabad John Wakeman. 
Tras la muerte de Enrique VIII el 28 de enero de 1547 lo sucedió su hijo Eduardo VI. Durante su reinado la Iglesia de Inglaterra llegó a ser teológicamente protestante. En Gloucester el obispo John Wakeman continuó en el cargo hasta su fallecimiento en diciembre de 1549. Le siguió como obispo cismático anglicano el reformador John Hooper, quien fue ordenado obispo el 8 de marzo de 1551 luego de su negativa a seguir determinados rituales. La diócesis de Gloucester se disolvió brevemente y regresó a Worcester el 20 de mayo de 1552. John Hooper fue trasladado desde Gloucester y llamado obispo de Worcester y Gloucester.
Tras la muerte de Eduardo VI el 6 de julio de 1553 ascendió al trono la católica María I Tudor, quien por ley del Parlamento del 12 de noviembre de 1554 derogó el Acta de Supremacía y luego se abolió toda la legislación religiosa aprobada contra el papado a partir de 1529.
Worcester y Gloucester se dividieron nuevamente y fueron reconocidas por Roma y erigidas canónicamente por el papa Paulo IV, quien en 1554 autorizó al arzobispo de Canterbury, cardenal Reginald Pole, para eso. El obispo Hooper fue juzgado y quemado en la hoguera por hereje el 9 de febrero de 1555. James Brooks fue nombrado como último obispo católico el 1 de abril de 1554.
El 17 de noviembre de 1558 falleció la reina María y fue sucedida por Isabel I, quien con otra Acta de Supremacía del 8 de mayo de 1559 restauró la independencia de la Iglesia anglicana y rompió definitivamente con la Santa Sede. Desde entonces la diócesis de Gloucester es parte de la Iglesia de Inglaterra. El obispo Brooks se negó a jurar el Acta de Supremacía y su destitución se produjo en agosto de 1559, falleciendo el 1 de noviembre de 1559. Con el nombramiento de Richard Cheyney en 1560 se inició la lista de obispos anglicanos de la diócesis de Gloucester.

## Episcopologio
- John Wakeman † (3 de septiembre de 1541-diciembre de 1549 falleció) (obispo cismático anglicano)
- John Hooper † (8 de marzo de 1551 consagrado-20 de mayo de 1552 nombrado obispo de Worcester y Gloucester) (obispo cismático anglicano)

- James Brooks † (1 de abril de 1554 consagrado-7 de septiembre de 1558 falleció)